# Amruta Patil
Amruta Patil   (Pune, 19 d'abril de 1979) és una artista índia que es dedica a la novel·la gràfica i també a la pintura i la escriptura. És la primera autora de novel·les gràfiques del país.

## Biografia
Nascuda el 1979, Patil passà la seva infància a Panaji, Goa. Criada en el sí d'una família laica, Amruta Patil coneix les grans epopeies índies a través del món del còmic, de la mà d'Amar Chitra Katha.
Estudià al Goa College of Art, obtenint la seva llicenciatura en Belles Arts el 1999. Feu un màster a la Tufts University i la School of the Museum of Fine Arts in Boston (2004). Ha treballat com a redactora per a Enterprise Nexus (Mumbai) entre 1999 i el 2000, i ha fet de mestra a Bangalore, entre d'altres. Així mateix, fou co-fundadora i editora de Mindfields, una revista trimestral entre 2007 i 2012. Al 2009 fou premiada amb una beca TED Fellowship. Així mateix, el 2016, en una entrevista, Patil explica que viu a cavall de França i l'Índia, ja que participa en un programa de residències artístiques a La Maison des Auteurs d'Angoulême.A França compta amb un major suport a la creació del que pot beneficiar-se a Índia.

## Publicacions
Les grans passions de Patil són el dibuix i la escriptura, canalitzant-les totes dues, a través de la novel·la gràfica, des de fa més d'una dècada. El seu debut en el món de l'obra gràfica fou, el 2008, amb Kari, patrocinada i publicada per VK Karthika a l'editorial Harper Collins d'Índia. La seva opera prima s'emmarca dins la ficció fosca; està ambientada en l'actualitat a la ciutat de Mumbai, descrita com la ciutat de la boira. Aquí, Patil explora temes com l'homosexualitat en una societat altament heterosexual, l'amistat i la malaltia i la mort. L'autora reflexiona sobre la societat contemporània de l'Índia d'avui dia i el sistema de valors establert amb un dibuix sensual i un humor irònic que captiva al lector fàcilment. Alguns crítics han assenyalat alguns punts en comú amb Fun Home de l'americana Alison Bechdel. De fet, la pròpia Amruta Patil ha reconegut la influència de Bechdel en la seva obra, si bé Kari no és autobiogràfica, com sí que succeeix amb Fun Home. Altres novel·les gràfiques que han influenciat a Amruta Patil són Mother Come Home de Paul Hornschemeier, Tragical Comedy Or Comical Tragedy Of Mister Punch de Neil Gaiman i Dave McKean, Blankets de Craig Thompson o bé The Rabbi's Cat de Joann Sfar.
Les seves dues novel·les gràfiques posteriors, publicades ambdues també per Harper Collins India, Adi Parva: Churning of the Ocean (la traducció en català seria: "Adi Parva, batut de l'oceà") el 2012 i Sauptik: Blood and Flowers (en català, "Sauptik: Sang i flors") publicada el 2016 formen un conjunt on l'autora fa un gir temàtic. Aquí Amrita Patil escull parlar-nos de mitologia i dels orígens del món. L'autora parteix d'algunes històries del Mahabharata per plasmar-les en el seu estil tan poètic. Adi Parva, de fet, és el primer dels divuit llibres que componen el Mahabharata. Aquest llibre descriu la èpica que tindrà lloc en els llibres següents, fent així de resum del que succeirà, parlant, també, del significat del llibre. Patil pren aquesta idea del Mahabharata i en fa una versió gràfica de la gènesi del món segons la mitologia bramànica.
En el següent llibre, Sauptik: Blood and Flowers, reprèn encara la mateixa temàtica, fent una seqüela de la segona novel·la. Aquest cop no només pren el Mahabharata com a font, sinó també els Puranes, i la tradició dels narradors orals. Ambdós llibres són una versió pròpia de la història dels cans Kaurava i Pandava i la seva guerra de successió pel poder. Patil ens recorda la nostra connexió perduda amb la natura: el terra, els rius, els boscos o el foc. A Sauptik la narració se situa després de la batalla de Kurukshetra, decisiva per al desenvolupament de l'acció del Mahabharata. Patil explica com opta per explicar les dues històries des del punt de vista de narradors (sutradhar) que són personatges de l'acció en cada cas, però tenen un paper perifèric segons la tradició. En el cas d'Adi Parva, és la deessa Ganga qui té la veu de narradora i en Sauptik, Ashwatthama, supervivent de la batalla de Kurukshetra. L'autora veu aquest recurs com una manera de donar una major importància als narradors, els sutradhar, que aporten reiteradament una versió més propera al nostre present.
Les seves obres han estat traduïdes al francès i l'italià.

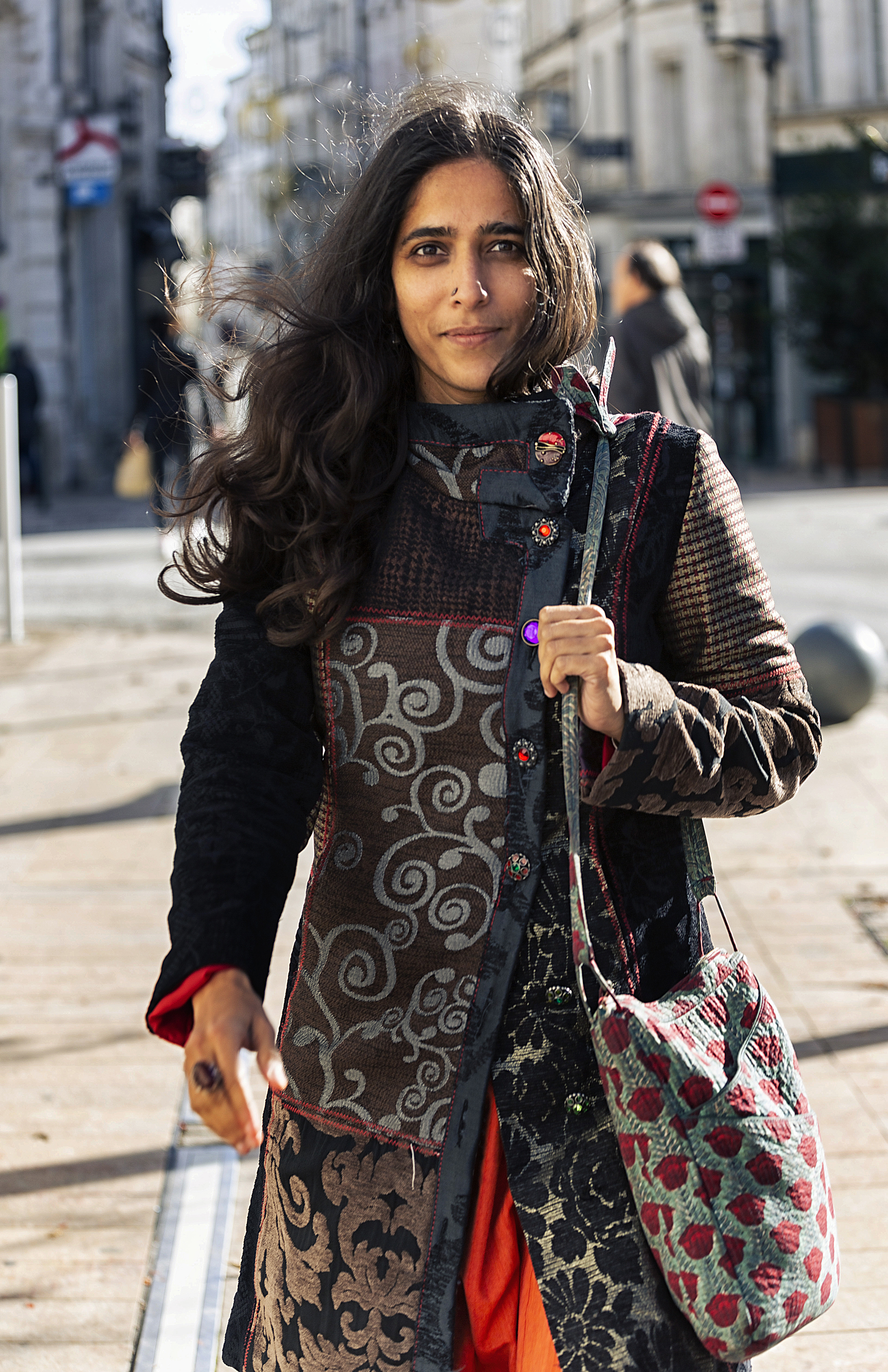
Amruta Patil a Angulema, 2018.

Actualment treballa en col·laboració amb Devdutt Pattanaik, especialista en mites, en una novel·la gràfica que es publicarà l'octubre de 2019 sota el títol Aranyaka: Book of the Forest. Aquesta fa un repàs a rasa o la tradició estètica d'Índia.

## Obres
A continuació es llisten les seves obres: 
- Kari (2008), Harper Collins Publishers India, 124p., ISBN 9788172237103.
- Adi Parva: Churning of the Ocean (2012), Harper Collins Publishers India, 276p., ISBN 9350294168.
- Sauptik: Blood and Flowers (2016), Harper Collins Publishers India, 256p., ISBN 9789352640645.
- Aranyaka: Book of the Forest (Octubre 2019).[4][10]
- Aranyaka: Three Rishikas. One Vedic Forest. Fear. Hunger.Wisdom. Love (Agost 2023)

## Premis
El 2017 participà en el Zee Jaipur Literature Festival. El mateix any, al març de 2017, Pranab Mukherjee, president d'Índia, li concedí el premi Nari Shakti Puraskar, atorgat des del ministeri de desenvolupament de la dona (Ministry of Women and Child Development).

## Pintura
Com a pintora, ha creat treballat en el món de la publicitat. Té un estil capriciós, desenfadat i astut que captiva al seu lector. Treballa en una varietat de tècniques: des de l'aquarel·la al carbonet, passant per pintura acrílica o collage. Tot plegat, també ho inclou en les seves novel·les gràfiques, que concep de forma poc ortodoxa. Trenca amb el format tradicional de vinyeta, experimentant així sovint amb la pàgina sencera. Patil té una paleta cromàtica rica i brillant i unes escenes plenes de detalls que fan que meravellen el lector.